# Сертар
32°16′14″ пн. ш. 100°19′53″ сх. д. / 32.27051° пн. ш. 100.33143° сх. д.
Сертар (кит. 色达县, пін. Sèdá Xiàn, трансліт. Sêrtar) — один із повітів КНР у складі Гарцзе-Тибетської автономної префектури, провінція Сичуань. Адміністративний центр — містечко Секе.

## Географія
Сертар у середньому лежить на висоті близько 4127 метрів над рівнем моря на південь від гірського пасма Баян-Хара-Ула.

### Клімат
Повіт знаходиться у зоні так званої «гірської тундри», котра характеризується кліматом арктичних пустель. Найтепліший місяць — липень із середньою температурою 10,6 °C. Найхолодніший місяць — січень, із середньою температурою -9,9 °С.
| Клімат повіту Сертар                               | Клімат повіту Сертар | Клімат повіту Сертар | Клімат повіту Сертар | Клімат повіту Сертар | Клімат повіту Сертар | Клімат повіту Сертар | Клімат повіту Сертар | Клімат повіту Сертар | Клімат повіту Сертар | Клімат повіту Сертар | Клімат повіту Сертар | Клімат повіту Сертар | Клімат повіту Сертар |
| Показник                                           | Січ.                 | Лют.                 | Бер.                 | Квіт.                | Трав.                | Черв.                | Лип.                 | Серп.                | Вер.                 | Жовт.                | Лист.                | Груд.                | Рік                  |
| Середній максимум, °C                              | 1,5                  | 3,5                  | 6,2                  | 9,7                  | 13,4                 | 15,9                 | 17,5                 | 17,3                 | 15,2                 | 10,2                 | 5,6                  | 2,5                  | 9,9                  |
| Середня температура, °C                            | −9,9                 | −7                   | −3                   | 1,6                  | 5,6                  | 9,1                  | 10,6                 | 9,9                  | 7,3                  | 1,9                  | −4,5                 | −9                   | 1,1                  |
| Середній мінімум, °C                               | −18,8                | −15,4                | −10,2                | −4,8                 | 0,5                  | 3,9                  | 5,2                  | 4,3                  | 1,9                  | −3,5                 | −11,4                | −17,3                | −5,6                 |
| Норма опадів, мм                                   | 4.1                  | 7.3                  | 18.2                 | 31.2                 | 69.8                 | 145.2                | 139.3                | 114.1                | 107.1                | 45                   | 7.5                  | 3.4                  | 692.2                |
| Вологість повітря, %                               | 51                   | 53                   | 57                   | 62                   | 66                   | 72                   | 74                   | 75                   | 76                   | 72                   | 62                   | 54                   | 65                   |
| -------------------------------------------------- | -------------------- | -------------------- | -------------------- | -------------------- | -------------------- | -------------------- | -------------------- | -------------------- | -------------------- | -------------------- | -------------------- | -------------------- | -------------------- |
| Джерело: Дані метеостанції №56152 (КНР, 1991-2020) |                      |                      |                      |                      |                      |                      |                      |                      |                      |                      |                      |                      |                      |